# أوفيليا رودريغيز أكوستا
أوفيليا رودريغيز أكوستا هي صحفية كوبية، ولدت في 9 فبراير 1902 في بينار ديل ريو في كوبا، وتوفيت في 28 يونيو 1975 في هافانا في كوبا.